# Цикл Бертрана
Цикл Бертрана (англ. Bertrand cycle; від дав.-гр. kyklos — коло, лат. cycle — колесо та від прізвища відомого французького геолога Марселя Бертрана) — малий оболонковий мегацикл розвитку Землі, який за часом відповідає геологічній ері. Зумовлений обертальними рухами Сонячної системи навколо центра галактики. Всього виділено 22 цикли Бертрана або ери. Їх тривалість відповідає галактичним рокам і змінюється від 225–246 млн років на початку еону (циклу Хаїна-Вілсона) до 159–187 млн років у кінці еону. Таку закономірність пов'язують з потужними вибухами в ядрі Галактики на початку кожного з 7 еонів. У фанерозойській історії Землі цикли Бертрана проявляються у вигляді тектонічних циклів: каледонського, герцинського, альпійського. Початок кожного циклу Бертрана характеризується значною швидкістю седиментації переважно уламкових відкладів, яка пізніше змінюється біогенним осадконакопиченням. Завершуються цикли Бертрана утворенням складчастих споруд, ускладнених насувами і шар'яжами, впровадженням інтрузій, нерідко — регіональним метаморфізмом, і, під кінець, орогенезом і наступною денудацією гірських споруд.